# L'Amour des trois oranges
L'Amour des trois oranges, op. 33 (tal com es va estrenar en francès, en rus, Любовь к трём апельсинам, transliterat Liubov k Triom Apelsinam, en català L'amor de les tres taronges), és una òpera amb quatre actes composta el 1919 per Serguei Prokófiev sobre un llibret escrit pel mateix compositor en col·laboració amb Vera Janacopoulos, a partir del drama L'amore delle tre melarance que Carlo Gozzi havia escrit el 1761 basat en un antic conte oriental. El llibret existeix en dues versions: una en rus i una en francès, traduïda del rus pel mateix Prokófiev. Es va estrenar el 30 de desembre de 1921 a la Lyric Opera de Chicago. El 1924 va compondre una suite basada en l'obra amb el núm. d'op. 33bis.
La història narra com un jove príncep, maleït per una bruixa, busca desesperadament tres taronges, les quals haurà d'obrir a prop d'una font per salvar les princeses que s'amaguen a dintre.

## Origen i context
Carlo Gozzi va escriure una sèrie d'obres de teatre en 1760 -̣Turandot, El rei cérvol, L'amor per tres taronges- com a contrapès al teatre realista de la seva època, incloent elements surrealistes i satírics. Dos segles i mig després, va ser reinterpretat per Meierhold com una reacció contra el teatre naturalista de Moscou.
Prokófiev va escriure L'amor de les tres taronges durant la Revolució Russa, mentre estava buscant un tema per a la seva segona òpera. A causa de l'amenaça alemanya, va haver de deixar la ciutat i no va tornar a la composició fins que va marxar als Estats Units, on va instal·lar-se a Chicago.

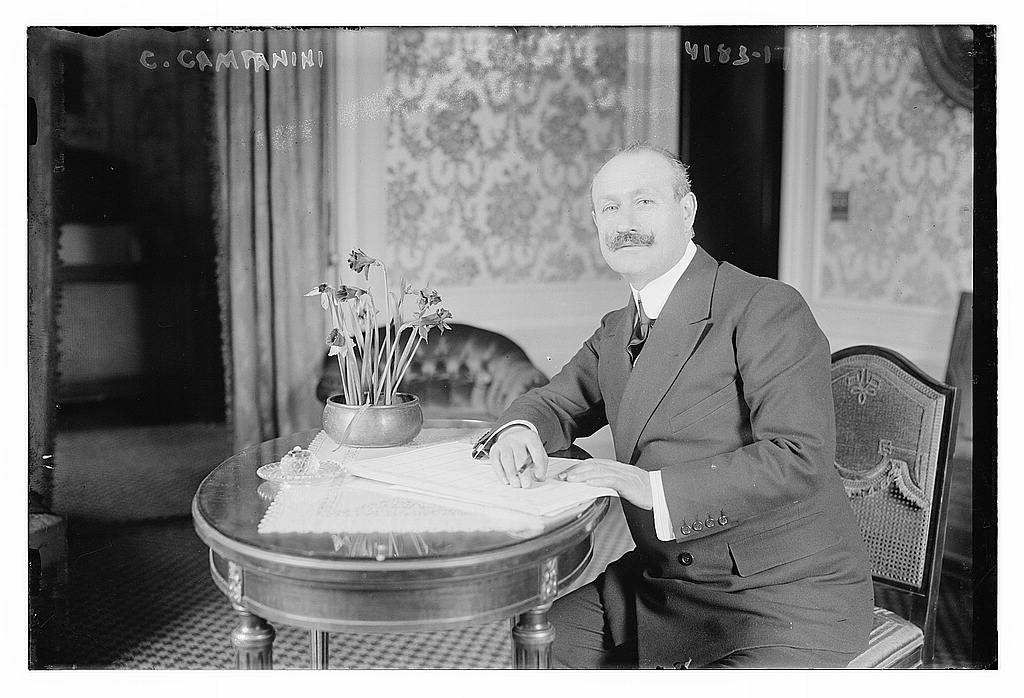
Cleofonte Campanini, director de l'Òpera de Chicago que li va encarregar l'òpera

Prokófiev va conèixer el director de l'Òpera de Chicago, Cleofonte Campanini, qui va mostrar interès pel seu projecte musical basat en L'amor de les tres taronges. Tot i que un contracte inicial es va signar per a la composició en sis mesos, diversos obstacles, incloent-hi la mort de Campanini, van provocar retard i desacords amb Prokófiev. Mary Garden, directora de la Gran Òpera de Chicago, va ajudar a fer realitat l'estrena de l'òpera basada en l'obra de Gozzi. Però L'amor de les tres taronges va rebre crítiques negatives per ser considerada una paròdia del gènere, malgrat la influència del famós escenògraf Vsévolod Meierhold en la seva descoberta.

## Representacions
L'òpera es va estrenar el 30 de desembre de 1921 i va ser dirigida pel propi compositor. Va tenir un èxit moderat i va ser criticada per la manca de melodia. Va tenir una representació limitada a Chicago i va ser més ben rebuda en altres ciutats com Colònia, Berlín, Leningrad i Moscou. Una suite simfònica de l'obra, que contenia algunes de les millors peces de l'òpera, va tenir més èxit en les sales de concert del món. Malgrat això, va ser reconeguda i valorada com una obra important en els teatres d'òpera després d'un quart de segle i actualment és l'òpera més representada de Prokófiev en el repertori internacional.

## Anàlisi musical
Una expressiva declamació domina les parts solistes, ben acompanyades per un embull orquestral en constant ebullició, plena de vigor rítmic, harmonies picants i breus dissenys melòdics. En aquest context, i tractant-se de Prokófiev, hi caben les dissonàncies sobtades i altres audàcies formals que mai desborden el marc tonal que els serveix d'acord, en el qual es mouen i muden.